# 藤倉茂起
藤倉 茂起（ふじくら しげき）は、日本の地方公務員、土木技術者。川崎市建設緑政局長等を経て、川崎市副市長。

## 人物・経歴
1981年芝浦工業大学工学部土木工学科卒業。1982年に土木職で川崎市役所に入庁。建設緑政局計画部広域道路課長や、総合企画局担当部長、まちづくり局交通政策室長等を経て、2016年建設緑政局長。
2018年に加藤順一とともに副市長に起用され、まちづくり、建設緑政、上下水道、交通、港湾局を担当し、新百合ヶ丘駅周辺の整備や、羽田連絡道路整備事業の推進などにあたった。また、中学校、高等学校、大学、市役所を通じて野球部に所属し、少年野球のコーチを長年務めた。
2022年に川崎市副市長を再任される。